# Чемпионат Житомирской области по футболу
Чемпионат Житомирской области по футболу — областное соревнование украинского футбола среди любительских команд. Первый чемпионат был проведён в 1945 году. С 1991 года проводится под эгидой Житомирской областной ассоциации футбола.

## Все победители

### Высшая лига
| Год  | Чемпион                       | Город ФК           |
| 1945 | «Динамо»                      | Житомир            |
| 1946 | «Динамо»                      | Житомир            |
| 1947 | «Динамо»                      | Житомир            |
| 1948 | «Динамо»                      | Житомир            |
| 1949 | «Динамо»                      | Житомир            |
| 1950 | «Динамо»                      | Житомир            |
| 1951 | «Динамо»                      | Житомир            |
| 1952 | «Динамо»                      | Житомир            |
| 1953 | «Динамо»                      | Житомир            |
| 1954 | «Динамо»                      | Житомир            |
| 1955 | «Барановский фарфорный завод» | Барановка          |
| 1956 | «Колхозник»                   | Житомир            |
| 1957 | «Буревесник»                  | Новоград-Волынский |
| 1958 | «Авангард»                    | Житомир            |
| 1959 | «Шахтёр»                      | Коростышев         |
| 1960 | «Шахтёр»                      | Коростышев         |
| 1961 | «Прогресс»                    | Бердичев           |

| Год  | Чемпион             | Город ФК |
| 1962 | «Прогресс»          | Бердичев |
| 1963 | «Прогресс»          | Бердичев |
| 1964 | «Электроизмеритель» | Житомир  |
| 1965 | «Электроизмеритель» | Житомир  |
| 1966 | «Электроизмеритель» | Житомир  |
| 1967 | «Электроизмеритель» | Житомир  |
| 1968 | «Электроизмеритель» | Житомир  |
| 1969 | «Электроизмеритель» | Житомир  |
| 1970 | «Электроизмеритель» | Житомир  |
| 1971 | «Электроизмеритель» | Житомир  |
| 1972 | «Электроизмеритель» | Житомир  |
| 1973 | «Электроизмеритель» | Житомир  |
| 1974 | «Электроизмеритель» | Житомир  |
| 1975 | «Электроизмеритель» | Житомир  |
| 1976 | «Торпедо»           | Житомир  |
| 1977 | «Прогресс»          | Бердичев |
| 1978 | «Электроизмеритель» | Житомир  |

1979—1990
| Год  | Победитель                  | 2 место                      | 3 место                     |
| ---- | --------------------------- | ---------------------------- | --------------------------- |
| 1979 | «Кожевенник» Бердичев       | «Торпедо» Житомир            | «Динамо» Новогуйвинское     |
| 1980 | «Электроизмеритель» Житомир | «Прогресс» Бердичев          | «Торпедо» Житомир           |
| 1981 | «Электроизмеритель» Житомир | «Бумажник» Малин             | «Прогресс» Бердичев         |
| 1982 | «Прогресс» Бердичев         | «Электроизмеритель» Житомир  | «Верстатостроитель» Житомир |
| 1983 | «Торпедо» Житомир           | ТТУ Житомир                  | «Электроизмеритель» Житомир |
| 1984 | «Прогресс» Бердичев         | «Электроизмеритель» Житомир  | «Звезда» Бердичев           |
| 1985 | «Прогресс» Бердичев         | «Звезда» Бердичев            | «Электроизмеритель» Житомир |
| 1986 | «Прогресс» Бердичев         | «Электроизмеритель» Житомир  | «Бумажник» Малин            |
| 1987 | «Прогресс» Бердичев         | «Бумажник» Малин             | «Звезда» Бердичев           |
| 1988 | «Прогресс» Бердичев         | «Звезда» Бердичев Чуднов     | «Электроизмеритель» Житомир |
| 1989 | «Бумажник» Малин            | «Прогресс» (Бофика) Бердичев | «Верстатостроитель» Житомир |
| 1990 | «Керамик» Барановка         | «Бумажник» Малин             | «Верстатостроитель» Житомир |

1991—2008
| Год  | Победитель                       | 2 место                          | 3 место                    |
| ---- | -------------------------------- | -------------------------------- | -------------------------- |
| 1991 | «Бумажник» Малин                 | «Керамик» Барановка              | «Прогресс» Бердичев        |
| 1992 | «Керамик» Барановка              | «Кожевенник» Бердичев            | «Химик-Крок» Житомир       |
| 1993 | «Керамик» Барановка              | «Полесье» Коростень              | «Кожевенник» Бердичев      |
| 1994 | «Крок» Житомир                   | «Звягель» Новоград-Волынский     | «Кожевенник» Бердичев      |
| 1995 | «Бумажник» Малин                 | «КХП-Крок» Черняхов              | «Строитель» Житомир        |
| 1996 | «Строитель» Житомир              | «Берд» Бердичев                  | «КХП» Черняхов             |
| 1997 | «КХП» Черняхов                   | «Бердичев» Бердичев              | «Лидер» Новоград-Волынский |
| 1998 | «КХП» Черняхов                   | «Сокол» Бердичев                 | «Керамик» Барановка        |
| 1999 | «КХП» Черняхов                   | «Бердичев» Бердичев              | «Локомотив» Коростень      |
| 2000 | «Рудь» Житомир                   | «Система-КХП» Черняхов           | «Локомотив» Коростень      |
| 2001 | «Рудь» Житомир                   | «Титан» Иршанск                  | «Система-КХП» Черняхов     |
| 2002 | «Система-КХП» Черняхов           | «Рудь» Житомир                   | «Химмаш» Коростень         |
| 2003 | «Химмаш» Коростень               | «Коростень» Коростень            | «Геолог» Коростышев        |
| 2004 | «Химмаш» Коростень               | «Коростень» Коростень            | «Арсенал» Житомир          |
| 2005 | «Химмаш» Коростень               | «Коростень» Коростень            | «Бердичев» Бердичев        |
| 2006 | «Бердичев» Бердичев              | «Химмаш» Коростень               | «Ливис-Арсенал» Коростышев |
| 2007 | «Легион» Житомир                 | «Химмаш» Коростень               | «Металлург» Малин          |
| 2008 | «Металлург» Малин                | «Химмаш» Коростень               | «Легион» Житомир           |
| 2009 | «Химмаш» Коростень               | «Звягель-750» Новоград-Волынский | «Коростень» Коростень      |
| 2010 | «Звягель-750» Новоград-Волынский | «Зоря-Энергия» Романов           | «Коростень» Коростень      |
| 2011 | «Бараши» с.Бараши                | «Бердичев» Бердичев              | «Арсенал» Житомир          |
| 2012 | «Коростень» Коростень            | «Полесье» Городница              | «Бердичев» Бердичев        |
| 2013 | «Полесье» Городница              | «Коростень» Коростень            | «Керамик» Барановка        |
| 2014 | «Коростень» Коростень            | «Авангард» Новоград-Волынский    | «Локомотив» Коростень      |
| 2015 | «Коростень» Коростень            | «Бердичев»                       | «Мал» Коростень            |
| 2016 | «Коростень» Коростень            | «Полесье» Городница              | «Бердичев» Бердичев        |
| 2017 | «Полесье» Городница              | «Полесье» Ставки                 | СК «Коростень» Коростень   |
| 2018 | «Полесье» Ставки                 | «Звягель» Новоград-Волынский     | «Полесье» Городница        |
| 2019 | «Звягель» Новоград-Волынский     | «Мал» Коростень                  | «Полесье» Ставки           |
| 2020 | «Звягель» Новоград-Волынский     | «Мал» Коростень                  | «Полесье» Ставки           |
| 2021 | «Полесье» Ставки                 | «Бердичев»                       | «Мал» Коростень            |
| 2022 | Заря Романов                     | «Бердичев»                       | «Полесье-2» Ставки         |
| 2023 | VIVAD Романов                    | «Мал» Коростень                  | «Бердичев»                 |
| 2024 | VIVAD Романов                    | «Мал» Коростень                  | «Бердичев»                 |